# Jenkins (Kentucky)
Jenkins es una ciudad ubicada en el condado de Letcher en el estado estadounidense de Kentucky. En el Censo de 2010 tenía una población de 2203 habitantes y una densidad poblacional de 110,61 personas por km².

## Geografía
Jenkins se encuentra ubicada en las coordenadas 37°10′12″N 82°38′14″O / 37.17000, -82.63722. Según la Oficina del Censo de los Estados Unidos, Jenkins tiene una superficie total de 19.92 km², de la cual 19.85 km² corresponden a tierra firme y (0.35%) 0.07 km² es agua.

## Demografía
Según el censo de 2010, había 2203 personas residiendo en Jenkins. La densidad de población era de 110,61 hab./km². De los 2203 habitantes, Jenkins estaba compuesto por el 97.73% blancos, el 0.82% eran afroamericanos, el 0.32% eran amerindios, el 0.27% eran asiáticos, el 0% eran isleños del Pacífico, el 0.54% eran de otras razas y el 0.32% pertenecían a dos o más razas. Del total de la población el 1.18% eran hispanos o latinos de cualquier raza.